# Oberstes Verwaltungsgericht (Schweden)

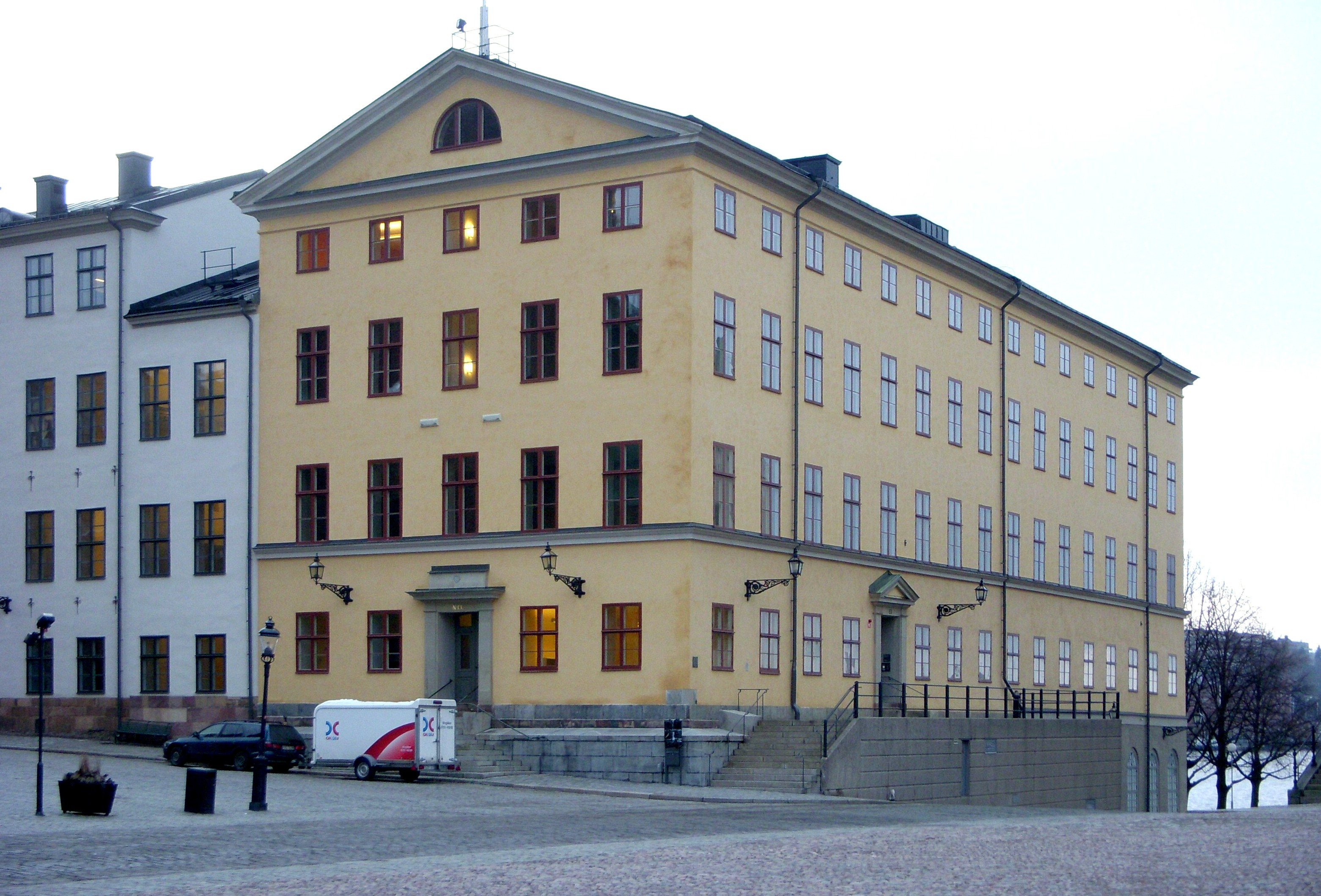
Sitz des Obersten Verwaltungsgerichts

Das Högsta förvaltningsdomstolen („Oberstes Verwaltungsgericht“), vor 2011 Regeringsrätten („Regierungsgericht“), ist nach der Verfassung das höchste Gericht der allgemeinen Verwaltungsgerichtsbarkeit in Schweden.
Sitz des Gerichts ist Birger Jarls Torg 13 am Riddarholmen in Stockholm. Die Richter, Justizrat (justitieråd) genannt, sind von der Regierung ausgewählt. Der Gerichtspräsident (ordförande) wird von der Regierung bestimmt. 
Das Gericht entscheidet über Rechtsmittel gegen Entscheidungen der mittleren Verwaltungsgerichte (Singular: kammarrätt). Der Justizkanzler und der Ombudsmann des Reichstages können das Gericht ebenfalls anrufen. Gerichtspräsident ist seit dem 3. Januar 2011 Mats Melin.
Das Gericht wurde 1909 unter der Bezeichnung Kungliga Majestäts regeringsrätt gegründet. Am 8. Dezember 2009 brachte die Regierung einen Gesetzentwurf in den Reichstag ein (prop. 2009/10:80), mit dem das Gericht seit dem 1. Januar 2011 in Högsta förvaltningsdomstolen umbenannt wurde.